# Greaser's Palace
Greaser's Palace é um filme americano dirigido por Robert Downey, Sr. É uma parábola baseado na vida de Cristo, ela é cheia de referências sobre a destruição do mundo.

## Elenco
- Luana Anders como Cholera Greaser
- James Antonio como Vernon
- Allan Arbus como Jesse
- Toni Basil como Indian Girl
- Don Calfa as Morris
- Woody Chambliss como Father
- Pablo Ferro como Indian
- Stanley Gottlieb como Spitunia
- Albert Henderson como Seaweedhead Greaser
- Joe Madden como Man With Painting
- George Morgan como Coo Coo
- Ron Nealy como Card Man / Ghost
- Michael Sullivan como Lamy "Homo" Greaser
- Herve Villechaize como Mr. Spitunia
- Lawrence Wolf como French Padre
- Elsie Downey como The Woman
- Jackson Haynes como Rope Man
- Alex Hitchcock como Nun
- John Paul Hudson como Smiley
- Larry Moyer como Captain Good
- Don Smolen como Gip
- Rex King as Turquoise Skies

## Produção
O filme foi filmado no Novo México, sendo produzido por Cyma Rubin, o filme custou cerca de um milhão de dólares. Rubin viria a ter problemas legais, porque ele tinha ficado um tempo na prisão. Downey já tinha feito o cult hit Putney Swope (1969), bem como Pound (1970), Babo 73 (1964) e Chafed Elbows (1966).